# Hermann Jakob Doetsch

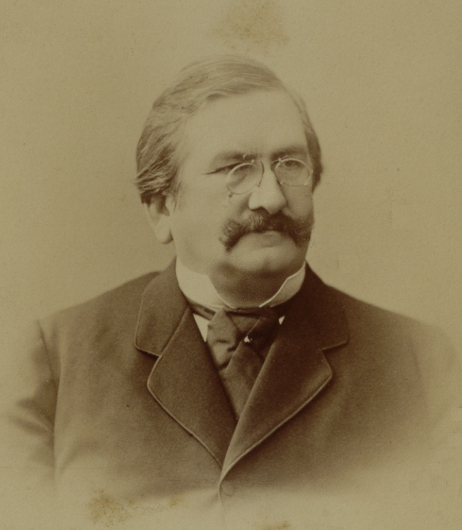
Hermann Jakob Doetsch, um 1880

Hermann Jakob Doetsch (* 1831 in Kesselheim bei Koblenz; † 7. März 1895 in Bonn) war von 1875 bis 1891 Oberbürgermeister von Bonn.

## Leben
Doetsch entschied sich nach dem Studium der Rechtswissenschaften für eine Laufbahn in der Kommunalverwaltung. Ab 1865 war er Bürgermeister von Gerresheim, das erst 1909 nach Düsseldorf eingemeindet wurde. 1869 wechselte er auf den Posten des ersten besoldeten Beigeordneten der Stadt Bonn. 1871 wurde er zum Bürgermeister von Mönchengladbach gewählt. 1875 erfolgte seine Wahl zum Oberbürgermeister von Bonn. Während seiner Amtszeit erhielt Bonn 1887 den offiziellen Status einer kreisfreien Stadt. Außerdem eröffnete 1876 die Gaststätte „Hähnchen“ am Münsterplatz, ein beliebter Treffpunkt für Bürger, Studenten, Professoren und Garnisonssoldaten. Im gleichen Jahr siedelte sich die Schreibwaren-Firma Soennecken in Bonn an. 1877 wurde das neue Hauptpostamt im Palais Fürstenberg ebenfalls am Münsterplatz eröffnet. Im Jahre 1879 erfolgte die Einweihung der zwischen 1877 und 1878 errichteten neuen Synagoge am Rheinufer, unweit der heutigen Kennedybrücke nach Plänen des Architekten Hermann Eduard Maertens. Am 7. Juni 1880 wurde die Voreifelbahn eröffnet. In der Amtszeit von OB Doetsch in den 1890er Jahren wurden u. a. Poppelsdorf, Endenich, Kessenich und Dottendorf nach Bonn eingemeindet. Zeitgleich wurden die Festungsanlagen bis auf den Alten Zoll beseitigt und nur das Sterntor blieb als Relikt von den diversen Stadttoren erhalten. 1883 bis 1885 wurde ein neues Bahnhofsgebäude errichtet, der heutige Hauptbahnhof. Die Bahnhofshalle sollte an ein Stadttor erinnern. Das Baugrundstück für den neuen Bahnhof befand sich an der niedrigsten Stelle der Stadt, einem alten, versandetem Rheinarm. Rund um den Bahnhof herrschte im Hochsommer ein schwül heißes Klima, weswegen der Volksmund vom „Bonner Loch“ sprach. Später Namensgeber für die Platz- und Treppenanlage, die sich von den 1970er bis 2010er Jahre baulich dort vor dem Hauptbahnhof befand. Am 1. November 1889 erschien erstmals eine neue Zeitung, der „General-Anzeiger“. Der Verleger der Bonner Zeitung, Hermann Neusser, reagierte damit auf die Veränderungen durch den Kulturkampf. Der Verleger gründete auch eine Buchdruckerei, die er unter dem Dach einer Aktiengesellschaft mit der Zeitung verband. Der „General-Anzeiger“ wurde als täglich erscheinendes Anzeigenblatt konzipiert, bot aber auch lokale und regionale Berichterstattung und wurde zunächst gratis verteilt. Ab 1891 wurden Pferdebahn-Strecken für den innerstädtischen Verkehr eingerichtet, die Vorläufer der späteren elektrischen Straßenbahnen.
Nachdem Hermann Doetsch 1891 einen Herzanfall während einer Sitzung erlitten hatte, schied er noch im selben Jahr aus dem Amt. Vier Jahre später starb er und wurde auf dem Bonner Alten Friedhof beigesetzt. Seit 1904 trägt ihm zu Ehren die Straße zwischen der heutigen Berliner Freiheit und der Josefstraße im Zentrum der Stadt den Namen Doetschstraße.